# Aut Caesar, aut nihil

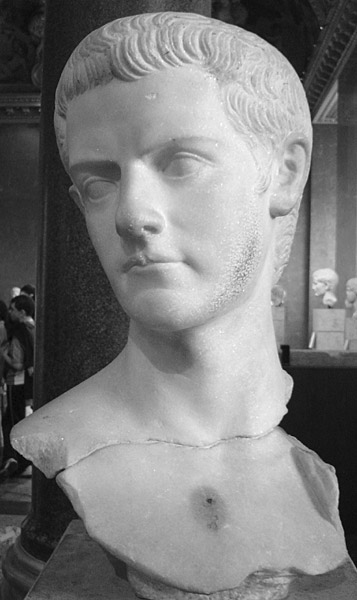
Император Калигула

Aut Caesar, aut nihil — латинское крылатое выражение. Дословно переводится, как «Или Цезарь, или ничто». Русские аналоги — «Иль грудь в крестах, иль голова в кустах», «Всё или ничего», «Пан или пропал».
Возможно, выражение является переработкой слов, приписываемых Светонием императору Калигуле:

В роскоши он превзошёл своими тратами самых безудержных расточителей. Он выдумал неслыханные омовения, диковинные яства и пиры — купался в благовонных маслах, горячих и холодных, пил драгоценные жемчужины, растворённые в уксусе, сотрапезникам раздавал хлеб и закуски на чистом золоте: «нужно жить или скромником, или цезарем!» — говорил он (лат. aut frugi hominem esse oportere, dictitans, aut Caesarem).

Выражение стало девизом Чезаре Борджиа.
Пример цитирования:

Откуда из вас латынь эта выскакивает? […] — От барина набрался, — вздохнул Степан. — Старый барин повелел всем мужикам латынь изучить и на ей с ним изъясняться. Я, говорит, не желаю ваше невежество слушать… Я, говорит, желаю думать, что я сейчас в Древнем Риме… Вот так! Большой просветитель был! Порол нещадно! — «Аут нигель, аут Цезарь!» Во как!